# Kéksapkás szajkó
A kéksapkás szajkó  (Cyanolyca cucullata) a madarak osztályának verébalakúak (Passeriformes) rendjébe és a varjúfélék (Corvidae) családjába tartozó faj.

## Rendszerezése
A fajt Robert Ridgway amerikai ornitológus írta le 1885-ben, a Cyanocorax nembe Cyanocorax cucullatus néven.

## Alfajai
- Cyanolyca cucullata cucullata (Ridgway, 1885)
- Cyanolyca cucullata guatemalae Pitelka, 1951
- Cyanolyca cucullata hondurensis Pitelka, 1951
- Cyanolyca cucullata mitrata Ridgway, 1899[2]

## Előfordulása
Mexikó, Costa Rica, Guatemala, Honduras, Nicaragua és Panama területén honos. Természetes élőhelyei a szubtrópusi vagy trópusi síkvidéki és hegyi esőerdők. Állandó, nem vonuló faj.

## Megjelenése
Testhossza 31 centiméter, testsúlya 88–109 gramm.
|  |

## Életmódja
Gyakran csatlakozik vegyes fajú csoportokhoz. Mindenevő, bogyókat, magvakat, és kisebb elhullott állatokat fogyaszt.

## Szaporodása
Szaporodási ideje áprilistól júniusig tart. Fészkét a talaj felett 5–8 méter magasságba helyezi. Fészekalja általában 3–4 tojásból áll.

## Természetvédelmi helyzete
Az elterjedési területe nagyon nagy, egyedszáma 20000-49999 példány közötti és csökken. A Természetvédelmi Világszövetség Vörös listáján nem fenyegetett fajként szerepel.

## Fordítás
- Ez a szócikk részben vagy egészben  az   Azure-hooded Jay című angol Wikipédia-szócikk fordításán alapul.  Az eredeti cikk szerkesztőit annak laptörténete sorolja fel. Ez a jelzés csupán a megfogalmazás eredetét és a szerzői jogokat jelzi, nem szolgál a cikkben szereplő információk forrásmegjelöléseként.